# Панцир
Панцир је оклоп од металних плоча за заштиту ратника и јавних личности. Прслук може бити мекане форме, као што га носе многи полицајци, затворски чувари, чувари на задацима обезбеђења и неки грађани. Затворски чувари и полиција могу носити меке прслуке дизајниране да се одупру нападима ножем, користећи металне или пара-арамидне компоненте. Неки тимови за спашавање талаца и јединице за специјалне мисије носе тврде оклопе, било заједно са меким оклопом или саме. Ово омогућава заштиту од пушчане муниције или фрагментације. Панцир такође може бити оклоп лађе, тенка или борних кола. Сама реч панцир потиче из немачког језика.

## Историја

### Рана модерна ера
Године 1538, Франческо Марија дела Ровера је изнајмио Филипа Негролија да направи панцир. Године 1561, забележено је да је Максимилијан II, цар Светог римског царства, тестирао свој оклоп на паљбу из ватреног оружја. Слично томе, 1590. године сер Хенри Ли је очекивао да његов гринвички оклоп биде отпоран на пиштољску паљбу. Његова стварна ефикасност је у то време била контроверзна.
Током Енглеског грађанског рата, Оливер Кромвелова Ајронсајд коњица била је опремљена капелинским кацигама  и оклопом отпорним на мускете које су се састојале од двослојне оклопне плоче (у каснијим студијама које су укључивале рендгенске снимке откривен је трећи слој који је постављен између вањског и унутрашњег слоја. Спољни слој је дизајниран да апсорбује енергију метка, а дебљи унутрашњи слој је зауставио даље продирање. Оклоп би остао знатно улубљен, али и даље употребљив.

### Индустријска ера
Један од првих примера комерцијално продатих панцирних оклопа направио је један кројач у Дублину у Ирској током 1840-их. Новине The Cork Examiner су у децембру 1847. известиле о свој направи.
Амерички одметник и револвераш Џим Милер био је злогласан по томе што је преко огртача носио челични прслук као облик панцира. Ова плоча је спасила Милера у два наврата и показала се као врло отпорна на пиштољске метке и сачмарице. Један пример се може видети у његовој оружаној борби са шерифом по имену Џорџ А. „Бад” Фрејзер, где је плоча успела да одбије све метке из револвера законодавца.
Године 1881, лекар из Тумстоуна Џорџ Е. Гудфелов приметио је да фаро дилер Чарли Стормс кога је двапут упуцао Луке Шорт има један метак заустављен свиленом марамом у џепу на прсима, чиме је спречен продор тог метка. Године 1887, он је написао чланак под насловом Непробојност свиле на метака за часопис Southern California Practitioner, чиме је је документовао први познати случај непробојне тканине. Он је експериментисао је са свиленим прслуцима налик на средњовековне плаштове, који су користили 18 до 30 слојева свилене тканине како би заштитили носиоце од пенетрације.
Свештеник Казимирз Зеглен је користио Гудфелова открића за развој панцира од свилене тканине крајем 19. века, који је могла да заустави релативно споре метке из пиштоља са црним барутом. Прслуци су коштали УС$800 по комаду 1914. године, што је мало богатство имајући у виду тадашњи курс од $20,67/1 оз-Au, што је еквивалентно ~50.000 УСД око 2016. године, што далеко надмашивало просечни годишњи приход.
Сличан прслук, који је направио пољски проналазач Јан Шчепаник 1901. године, спасио је живот Алфонсу XIII од Шпаније када га је нападач упуцао. До 1900. године, амерички гангстери су носили свилене прслуке од 800 долара како би се заштитили.
Дана 28. јуна 1914. надвојвода Франц Фердинанд од Аустрије, престолонаследник Аустроугарске, фатално је устрељен, што је изазвало Први светски рат; упркос томе што је поседовао свилени панцирни прслук, за који су тестови британске Краљевске оружарнице показали да би вероватно зауставио метак тог доба, и упркос томе што је био свестан потенцијалних претњи по његов живот, укључујући покушај убиства његовог ујака неколико година раније, Фердинанд није носио његов тог кобног дана. Међутим, поента је углавном спорна, јер је надвојвода погођен у грло.

### Први светски рат
Прве званичне покушаје пуштања оклопа у оптицај направио је 1915. године Одбор за дизајн британске војске, посебно 'бомбардерски оклоп' за употребу пилота бомбардера који су били озлоглашено недовољно заштићени у ваздуху од противавионских метака и фрагментације. Одбор за експериментална средства такође је прегледао потенцијалне материјале за оклопе отпорне на метке и фрагменте, попут челичне плоче. 'Огрлица' је успешно издата у малом обиму (због трошкова), која је штитила врат и рамена од метака који су путовали брзином од 600 стопа у секунди. Она је била израђена од испреплетених слојевима свиле и памука укрућених смолом. Дејфилдов телесни оклоп је уведен је у употребу 1916. године, а следеће године је уведен отврднути напрсник.
Французи су експериментисали са челичним визирима причвршћеним за Адријанску кацигу и 'трбушним оклопом' које је дизајнирао генерал Адријан, поред „еполета” на раменима за заштиту од пада отпада и стрелица. Они нису били практични, јер су озбиљно ометали мобилност војника. Немци су званично издали панцире у облику оклопа од никла и силикона који су звали sappenpanzer (надимак „оклоп јастога“) од краја 1916. Они су такође били претешки да би били практични за широку употребу, али су их користили статичке јединице, попут стражара и повремено митраљезаца. Побољшана верзија пешадијског панцира представљена је 1918. године, са кукама за опрему.
Сједињене Државе су развиле неколико врста панцира, укључујући хромирани никловани челични Брустеров телесни оклоп, који се састојао од напрсника и шлема, и могао је да издржи метке Луисовог митраљеза при брзини од 2.700 ft/s (820 m/s), али је био незграпан и тежак са својих 40 lb (18 kg). Дизајниран је лакши прслук од преклапајућих челичних плочица причвршћених за кожну облогу; овај оклоп је тежио 11 lb (5,0 kg), прилегао је уз тело и сматрао се удобнијим.